# Дроблин (Люблинское воеводство)
Дроблин (пол. Droblin) — деревня в Бяльском повете Люблинского воеводства Польши. Входит в состав гмины Лесьна-Подляска. По данным переписи 2011 года, в деревне проживал 356 человек.

## География
Деревня расположена на востоке Польши, на правом берегу реки Клюкувки, на расстоянии приблизительно 16 километров к северо-западу от города Бяла-Подляска, административного центра повета. Абсолютная высота — 153 метра над уровнем моря. К северу от населённого пункта проходит региональная автодорога 698.

## История
Согласно «Справочной книжке Седлецкой губернии на 1875 год» деревня Дроблин входила в состав гмины Витулин Константиновского уезда Седлецкой губернии. По данным на 1877 год имелось 23 двора и проживал 221 человек. В 1912 году Константиновский уезд был передан в состав новообразованной Холмской губернии.
В 1975—1998 годах деревня входила в состав Бяльскоподляского воеводства.

## Население
Демографическая структура по состоянию на 31 марта 2011 года:
|         | Всего | До трудоспособного возраста | Трудоспособного возраста | Старше трудоспособного возраста |
| ------- | ----- | --------------------------- | ------------------------ | ------------------------------- |
| Мужчины | 180   | 39                          | 120                      | 21                              |
| Женщины | 176   | 42                          | 92                       | 42                              |
| Всего   | 356   | 81                          | 212                      | 63                              |

## Достопримечательности
В Дроблине находится усадьба в стиле позднего классицизма, построенная в XIX веке.